# Paspalum canarae
Paspalum canarae är en gräsart som först beskrevs av Ernst Gottlieb von Steudel, och fick sitt nu gällande namn av Jan Frederik Veldkamp. Paspalum canarae ingår i släktet tvillinghirser, och familjen gräs. IUCN kategoriserar arten globalt som livskraftig. Inga underarter finns listade i Catalogue of Life.